# 孙耀志
孙耀志（1951年—），河南内乡人，汉族，中华人民共和国政治人物、第十二届全国人民代表大会河南地区代表。
毕业于郑州大学专业。加入中国共产党。担任宛西制药董事长。2008年起担任全国人大代表。2013年，担任全国人大代表。